# Лесопарк

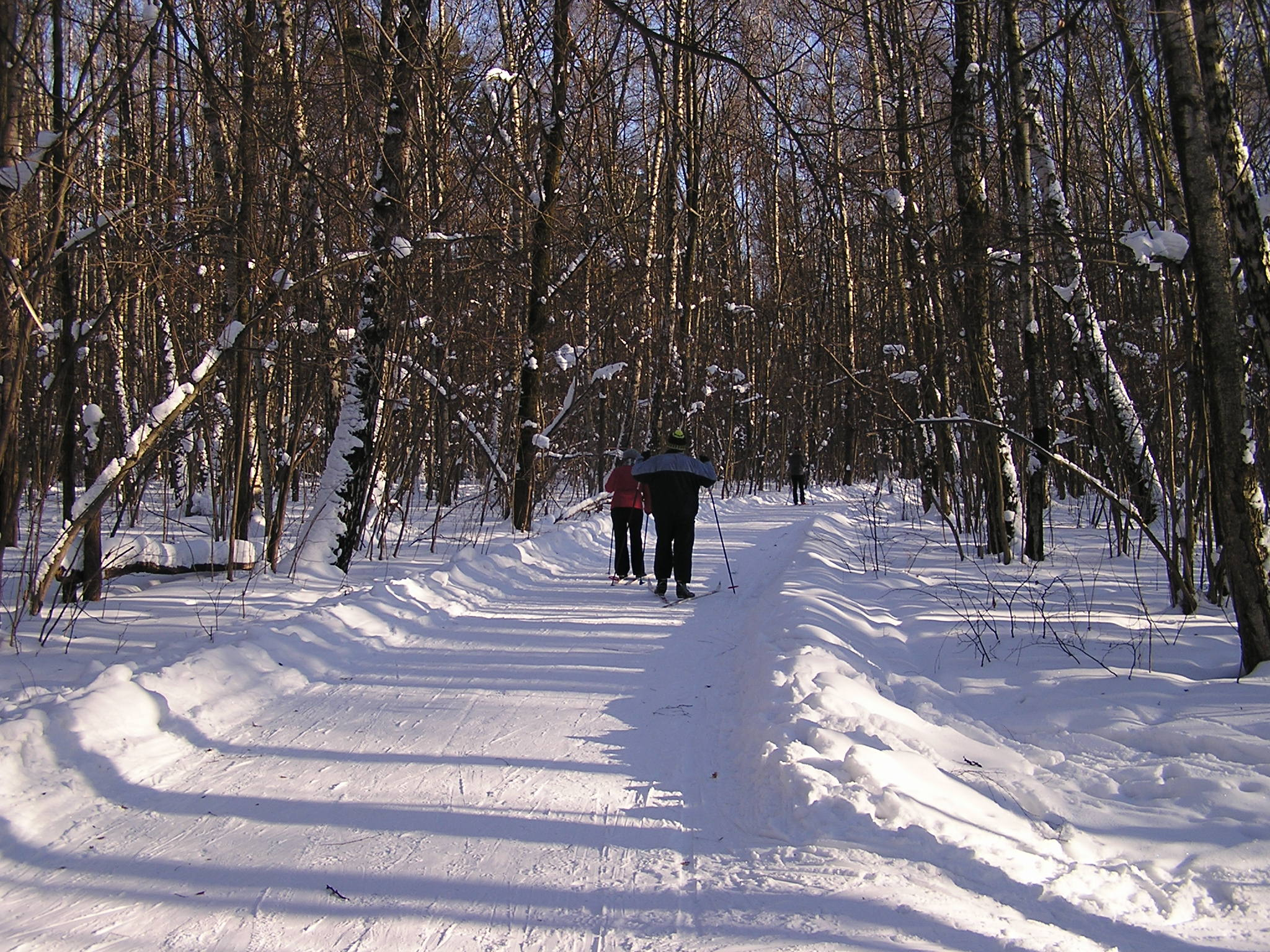
Битцевский лесопарк в Москве

Лесопа́рк — расположенный в черте города или иного населённого пункта лесной массив естественного или частично искусственного происхождения, служащий для кратковременного отдыха. Размер лесопарка составляет обычно от нескольких сотен до 2—3 тысяч гектаров и более. Обычно лесопарки располагают в пригородах, в местах с хорошей транспортной доступностью. При создании лесопарка проводят реконструкцию зелёных насаждений, агролесомелиоративные работы, реконструкцию или создание водоёмов, прокладывают дорожки и тропинки, размещают оборудование для отдыха и так далее.
В лесопарках могут организовываться различные мероприятия и формы отдыха: экскурсии, туризм, пикники и барбекю, рыбная ловля, занятие различными видами уличного летнего и зимнего спорта. В отличие от парка, в лесопарке допускается сбор грибов, ягод и декоративных растений, но запрещена охота, заготовка сена и выпас скота. Сбор технических и лекарственных растений требует наличия специального разрешения.

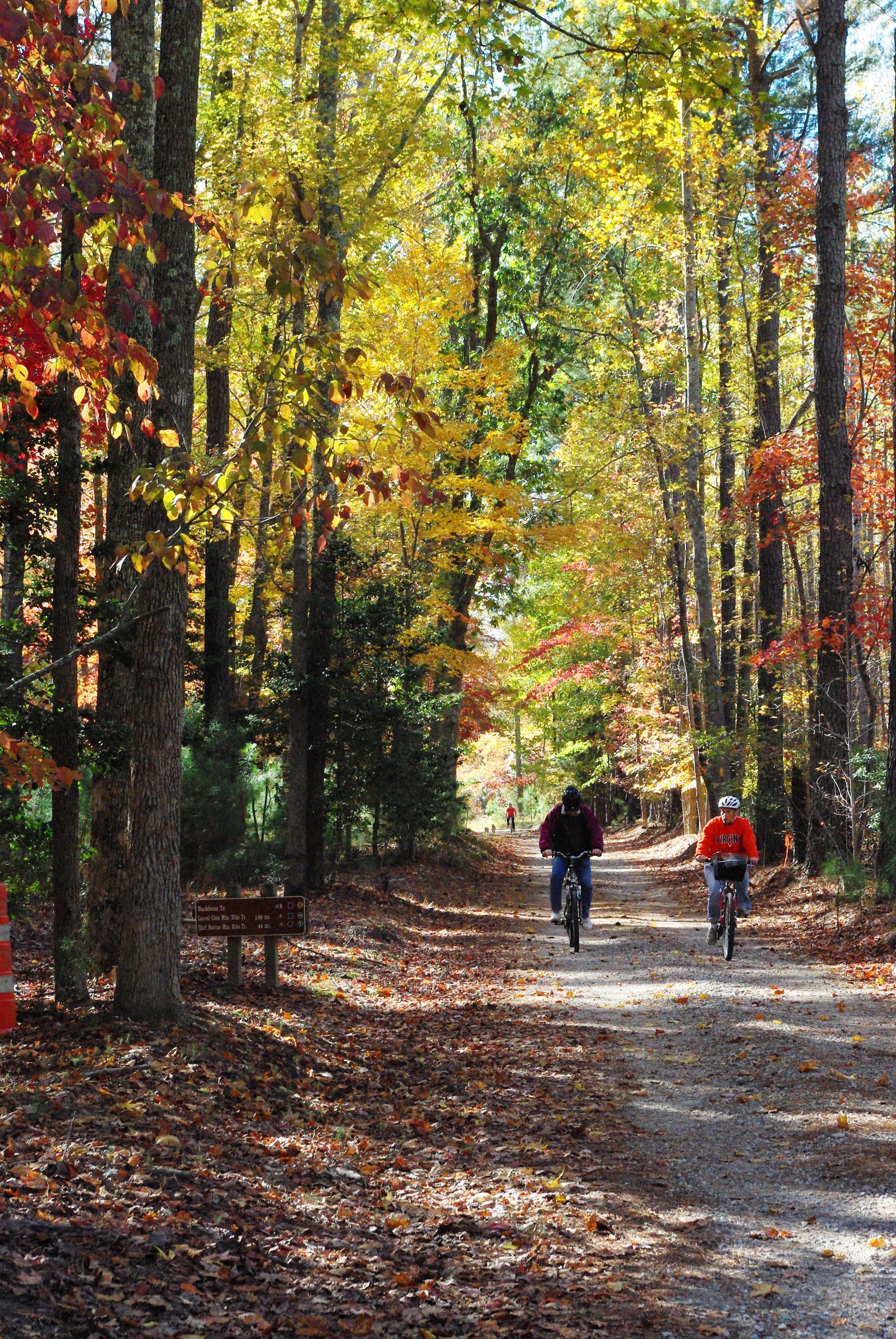
Лесопарк в Санта-Монике, Калифорния

В отличие от дикого лесного массива, в лесопарке обеспечивается предотвращение деградации лесных насаждений. Для этого осуществляется регулирование и распределение количества посетителей лесопарка, проводятся работы по сохранению подлеска, подроста, повышению жизнестойкости древостоя. Основной упор делается на санитарно-гигиенические и эстетические свойства зелёных насаждений, выращивание древесины для лесозаготовок не относится к приоритетным задачам лесопарка. Также осуществляют работы по предупреждению деградации почвы, при необходимости вносят удобрения.

Лесопарк в Хельсинки, Финляндия

В лесопарке проводят благоустройство — обустраивают сеть дорожек и открытые пространства, создают игровые, детские и спортивные площадки, места отдыха. Проводят ландшафтные рубки, высаживают ландшафтные деревья и кустарники, устраивают кормушки для птиц и зверей, зимой завозят корм для животных.